# André Boillot
André Boillot (8 de agosto de 1891 - 5 de junio de 1932) fue un piloto automovilístico francés, conductor del equipo Peugeot. Tras disputar varias temporadas de carreras de Gran Premio en Europa y en los Estados Unidos, falleció en un accidente mientras preparaba la subida a La Châtre,  a los 40 años de edad.

## Semblanza

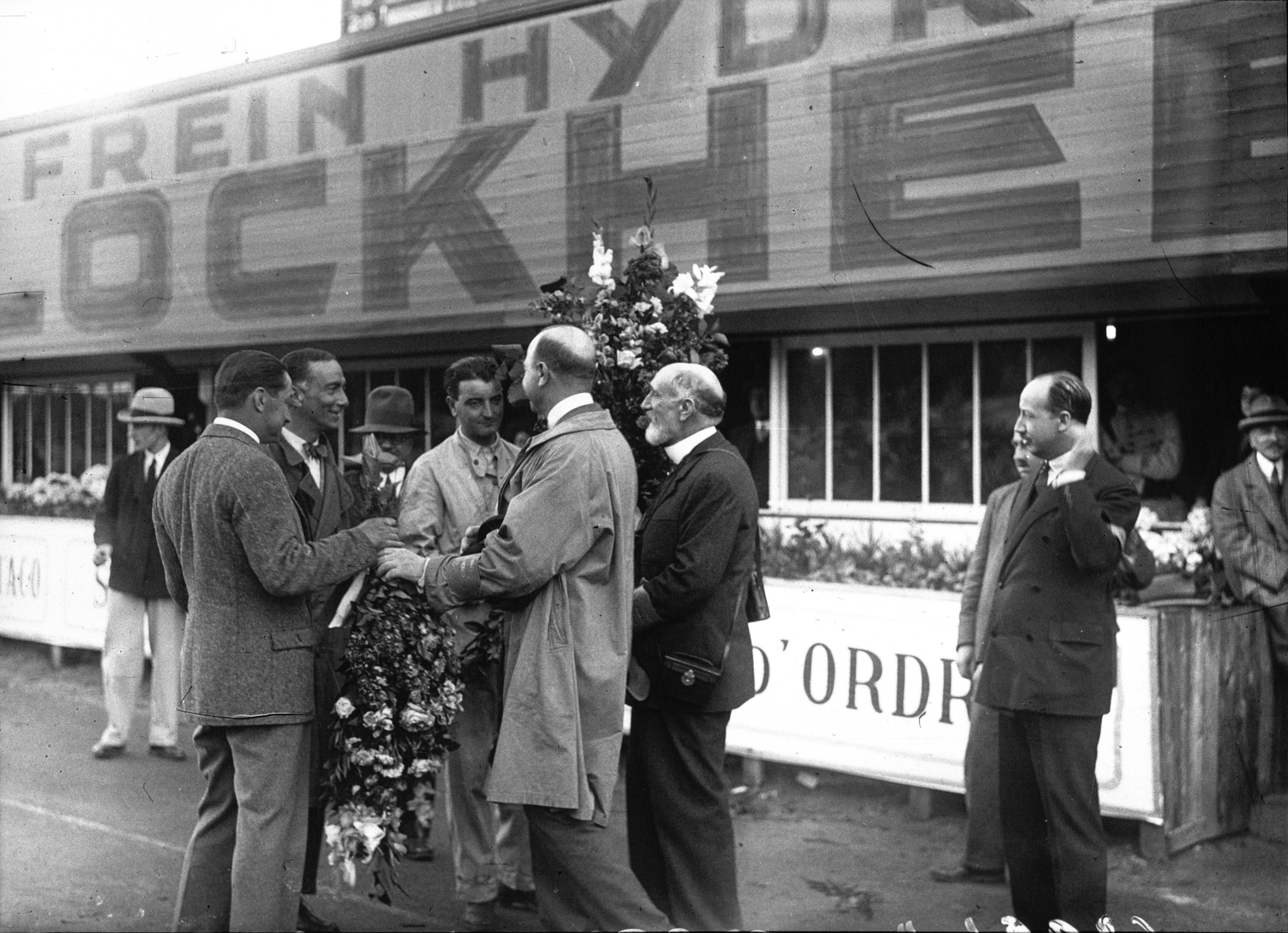
Boillot en el Gran Premio de Francia de 1929

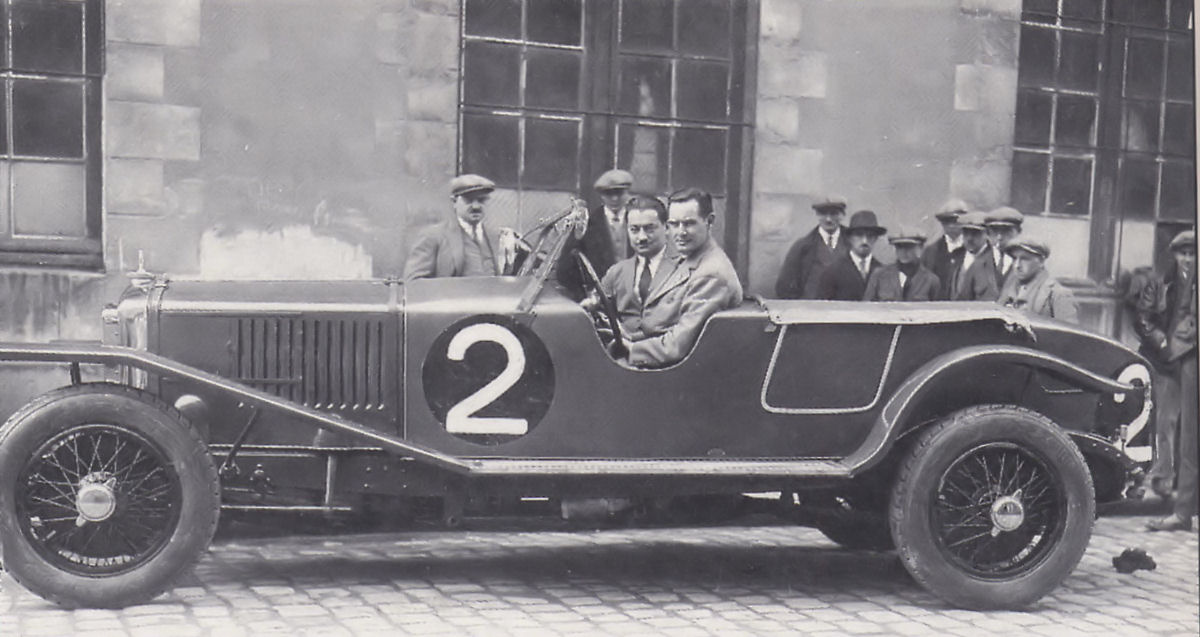
Boillot en un Peugeot (con Louis Rigal). 24 Horas de Le Mans, 1926

Nacido en Valentigney, Doubs, era el hermano menor del también piloto Georges Boillot. Siguiendo los pasos de su hermano, André Boillot comenzó en las carreras de coches siendo muy joven. Sin embargo, la Primera Guerra Mundial no solo interrumpió su carrera, sino que se cobró la vida de su hermano en 1916.
Después de la guerra, Boillot volvió a la competición como parte del equipo de la fábrica Peugeot, conduciendo al modelo EXS a la victoria en la Targa Florio de 1919. Los pilotos franceses habían protagonizado notables actuaciones en los Estados Unidos desde el inicio de las 500 Millas de Indianápolis, y Boillot formó parte del contingente de pilotos franceses que corrieron en América después de la guerra. Compitió en el Indianapolis Motor Speedway en las 500 Millas de 1919, y estaba en disposición de disputar el título, cuando se estrelló a tan solo cinco vueltas del final. Regresó a la carrera en las temporadas 1920 y 1921, pero en ambas ocasiones tuvo que retirarse por problemas mecánicos. En Europa, ganó las ediciones de 1922 y 1925 de la Coppa Florio, y en 1926 se adjudicó las 24 Horas de Spa en Bélgica con Louis Rigal como copiloto.
Boillot pilotaba un Peugeot 201 el 3 de junio de 1932, cuando se estrelló durante las pruebas para la carrera de montaña de Ars, en La Châtre. Murió en el hospital un par de días más tarde, a consecuencia de sus heridas.

## Resultados

### 500 Millas de Indianápolis
| Año     | Coche   | Salida  | Calif   | Orden   | Final   | Vueltas | Líder | Retirado       |
| ------- | ------- | ------- | ------- | ------- | ------- | ------- | ----- | -------------- |
| 1919    | 37      | 32      | 89.500  | 32      | 15      | 195     | 0     | Choque         |
| 1920    | 17      | 16      | 85.400  | 17      | 23      | 16      | 0     | Problema motor |
| 1921    | 14      | 11      | 97.600  | 3       | 20      | 41      | 0     | Cojinete       |
| Totales | Totales | Totales | Totales | Totales | Totales | 252     | 0     |                |

| Salidas      | 3 |
| Poles        | 0 |
| Primera fila | 0 |
| Victorias    | 0 |
| Top 5        | 0 |
| Top 10       | 0 |
| Retirado     | 3 |

## Reconocimientos
- En 1930 fue galardonado con la Legión de Honor.[2]